# 1기 맥심배 입신연승최강전
1기 맥심배 입신연승최강전은 TV 속기전이 참가한 9단(입신)만을 대상으로 대결한 국내 바둑 기전이다. 결승에서는 최규병 九단이 유창혁 九단을 2대 1로 꺾고 생에 첫 타이틀을 차지했다.

### 참가자격
- 한국기원 소속 전문기사(9단만이 참가)

### 대진표

#### 결선 및 최종 결승전
|  | 준결승전    | 준결승전    |             |    | 결승전 | 결승전 |
|  |             |             |             |    |        |        |
|  |             |             |             |    |        |        |
|  |             |             |             |    |        |        |
|  | 조훈현 九단 | 패          |             |    |        |        |
|  | 조훈현 九단 | 패          |             |    |        |        |
|  | 유창혁 九단 | 승          |             |    |        |        |
|  | 유창혁 九단 | 승          | 유창혁 九단 | 1  |        |        |
|  |             |             | 유창혁 九단 | 1  |        |        |
|  |             | 최규병 九단 | 2           |    |        |        |
|  | 최규병 九단 | 최규병 九단 | 2           | 승 |        |        |
|  | 최규병 九단 |             |             | 승 |        |        |
|  | 장주주 九단 | 패          |             |    |        |        |
|  | 장주주 九단 | 패          |             |    |        |        |

## 대국 결과
| 대진          | 연도   | 대국일자  | 승자              | 패자              | 결과             | 기보 |
| ------------- | ------ | --------- | ----------------- | ----------------- | ---------------- | ---- |
| 제1국         | 1999년 | 10월 8일  | 김일환 九단       | 김수장 九단       | 183수 흑 불계승  |      |
| 제2국         | 1999년 | 10월 8일  | 최규병 九단       | 김일환 九단       | 309수 흑 1집반승 |      |
| 제3국         | 1999년 | 10월 22일 | 최규병 九단       | 노영하 九단       | 156수 백 불계승  |      |
| 제4국         | 1999년 | 11월 4일  | 윤기현 九단       | 최규병 九단       | 218수 백 3집반승 |      |
| 제5국         | 1999년 | 11월 4일  | 장주주 九단       | 윤기현 九단       | 180수 백 불계승  |      |
| 제6국         | 1999년 | 11월 9일  | 장주주 九단       | 양재호 九단       | 173수 흑 불계승  |      |
| 제7국         | 1999년 | 11월 9일  | 장주주 九단       | 조대현 九단       | 177수 흑 불계승  |      |
| 제8국         | 1999년 | 12월 3일  | 강훈(大) 九단     | 백성호 九단       | 173수 흑 불계승  |      |
| 제9국         | 1999년 | 12월 3일  | 강훈(大) 九단     | 서봉수 九단       | 198수 흑 불계승  |      |
| 제10국        | 1999년 | 12월 10일 | 루이나이웨이 九단 | 강훈(大) 九단     | 112수 백 불계승  |      |
| 제11국        | 1999년 | 12월 14일 | 유창혁 九단       | 루이나이웨이 九단 | 246수 백 불계승  |      |
| 제12국        | 1999년 | 12월 14일 | 유창혁 九단       | 서능욱 九단       | 303수 백 9집반승 |      |
| 제13국        | 2000년 | 1월 3일   | 정수현 九단       | 유창혁 九단       | 248수 백 5집반승 |      |
| 제14국        | 2000년 | 1월 11일  | (故)임선근 九단   | 정수현 九단       | 250수 흑 반집승  |      |
| 제15국        | 2000년 | 1월 11일  | 장수영 九단       | (故)임선근 九단   | 180수 백 불계승  |      |
| 제16국        | 2000년 | 1월 24일  | 조훈현 九단       | 장수영 九단       | 257수 백 6집반승 |      |
| 2승자리그 1국 | 2000년 | 2월 8일   | 유창혁 九단       | 강훈(大) 九단     | 259수 흑 5집반승 |      |
| 2승자리그 2국 | 2000년 | 2월 15일  | 최규병 九단       | 강훈(大) 九단     | 244수 백 불계승  |      |
| 결선 1국      | 2000년 | 2월 17일  | 유창혁 九단       | 조훈현 九단       | 282수 흑 6집반승 |      |
| 결선 2국      | 2000년 | 2월 22일  | 최규병 九단       | 장주주 九단       | 199수 흑 불계승  |      |
| 결승 1국      | 2000년 | 3월 6일   | 최규병 九단       | 유창혁 九단       | 259수 백 5집반승 |      |
| 결승 2국      | 2000년 | 3월 6일   | 유창혁 九단       | 최규병 九단       | 262수 백 4집반승 |      |
| 결승 3국      | 2000년 | 3월 16일  | 최규병 九단       | 유창혁 九단       | 284수 백 2집반승 |      |

## 특이 사항
- 최종 결승전의 결승 3번기에서만 백번필승